# Oxydia oricusaria
Oxydia oricusaria là một loài bướm đêm trong họ Geometridae.